# Lariano
Lariano település Olaszországban, Lazio régióban, Róma megyében. Lakosainak száma 13 212 fő (2023. január 1.). Lariano Artena, Rocca di Papa, Rocca Priora, Cori és Velletri községekkel határos.

## Népesség
A település lakossága az elmúlt években az alábbi módon változott:
| Lakosok száma | 13 509 | 13 448 | 13 212 |
|               | 2017   | 2018   | 2023   |